# 魂斗罗系列
| 1987 | 魂斗罗                                        |
| 1988 | 超级魂斗罗                                    |
| 1989 |                                               |
| 1990 |                                               |
| 1991 | 魂斗羅 (Game Boy)                             |
| 1992 | 魂斗罗精神                                    |
| 1992 | 魂斗羅 Force                                  |
| 1993 |                                               |
| 1994 | 魂斗羅 鐵血兵團                               |
| 1995 |                                               |
| 1996 | 魂斗羅 戰爭遺產                               |
| 1997 |                                               |
| 1998 | 魂斗羅 冒險                                   |
| 1999 |                                               |
| 2000 |                                               |
| 2001 |                                               |
| 2002 | 真魂斗羅                                      |
| 2003 |                                               |
| 2004 | 新魂斗羅                                      |
| 2005 |                                               |
| 2006 |                                               |
| 2007 | 魂斗羅 雙雄戰魂                               |
| 2008 |                                               |
| 2009 | 魂斗羅 重生                                   |
| 2010 |                                               |
| 2011 | 鐵血兵團：逆襲                                |
| 2012 |                                               |
| 2013 |                                               |
| 2014 |                                               |
| 2015 |                                               |
| 2016 | 魂斗罗：归来                                  |
| 2017 |                                               |
| 2018 |                                               |
| 2019 | 魂斗羅 RC聯盟/流氓軍團                        |
| 2020 |                                               |
| 2021 |                                               |
| 2022 |                                               |
| 2023 |                                               |
| 2024 | 魂斗羅：加魯加行動 (Contra: Operation Galuga) |

魂斗罗是由日本科乐美公司制作，以跑动枪弹为主的清版射击游戏系列。系列最早于1987年在投币式街机上发行。
魂斗罗游戏主要是卷轴类射击游戏。玩家控制着装备有武器的突击员来对抗外星怪物及未来生物的威胁。

## 情节
初版魂斗罗以及其早期的续作（《超级魂斗罗》和《魂斗罗精神》）的时间设定于27世纪。
系列中的主要能量块是标有字母的表示。它能够替代玩家默认的武器至新的一款。

## 作品列表

### 正统
- 《魂斗羅》：1987年上市的街機遊戲，後來移植到MSX、紅白機等平台。2013年發售重製版《魂斗羅 進化革命》。
- 《超级魂斗罗》：1988年上市的街機遊戲，後來移植到紅白機。
- 《魂斗罗》：美版名《Operation C》，1991年發售Game Boy遊戲。
- ，美版名《魂斗罗3·异形战争》：1993年發售的超級任天堂遊戲，後來被移植到Game Boy。
- ：1994年發售的Mega Drive遊戲。
- 《真魂斗罗》：美版名《魂斗罗 粉碎战士》，2002年發售的PlayStation 2遊戲。
- 《新魂斗罗》：2004年發售的PlayStation 2遊戲。
- ：2007年發售的NDS遊戲，2007年在美國率先以《魂斗羅4》的名義發售，2008年以《魂斗罗 双魂》（魂斗羅 デュアルスピリッツ）的标题发售日版。
- 《魂斗羅Hard Corps: Uprising》：2011年發售的XBOX360和PlayStation 3遊戲。
- 《魂斗羅 RC聯盟/流氓軍團（英语：Contra: Rogue Corps）》: 2019年發售的 任天堂Switch、Xbox one、PlayStation 4、Windows 遊戲。
- 《魂斗羅：加魯加行動》：2024年發售的 任天堂Switch、Xbox one、Xbox Series、PlayStation 4、PlayStation 5、Windows 遊戲。初代重製版，除比爾與蘭斯外追加露西亞、阿麗亞娜、斯坦利、機甲魂斗羅等新角，首次加入4名玩家合作模式。

### 外传
- 《魂斗羅 Force》：1992年發售的紅白機遊戲。
- 《魂斗羅 Legacy of War》：1995年Play Station和Sega Saturn遊戲。
- 《魂斗羅 Adventure》：1998年發售的Play Station遊戲。
- 《魂斗羅 HardSpirits》：2002年發售的Game Boy Advance遊戲。
- 《魂斗羅 重生》：2009年發售的Wii遊戲。
- 《魂斗羅3D》：2013年上市的角子機，由KPE製作。
- 《魂斗罗：归来》：科樂美与腾讯联手推出的手機遊戲，於2017年起在中國發行。

## 其他媒體

### 電影
2017年5月，據報導，中國大陸的星光灿烂影业有限公司已向Konami取得《魂斗羅》的版權，以計劃改編成真人電影，定於2019年在中國大陸上映，並已進入前期製作階段。該劇本由魏楠撰寫。但自此沒任何新聞媒體後續報導《魂斗羅》真人電影，也過上映期2019年，預估可能是製作終止。